# Varazdat Haroyan
Varazdat Haroyan (en armenio: Վարազդատ Հարոյան; Ereván, 24 de agosto de 1992) es un futbolista armenio que juega de defensa en el Kazincbarcikai S. C. de la Nemzeti Bajnokság I.

## Trayectoria
Comenzó su carrera deportiva en el desaparecido Patani FC, con el que debutó en 2008, abandonando dicho equipo en 2009 para fichar por el FC Pyunik Ereván. 
En el Pyunik jugó hasta 2016, conquistando numerosos títulos con el conjunto armenio.
En 2016 fichó por el Tractor Sazi FC iraní, club que tuvo que abandonar pocos días después por ser armenio, debido al conflicto con Azerbaiyán. Finalmente terminó fichando por el Padideh.

### Rusia
En 2017 dejó Irán para fichar por el FC Ural Ekaterimburgo de la Liga Premier de Rusia.
En septiembre de 2020 abandonó el club, posponiendo su fichaje por el AE Larissa griego porque supuestamente se decidió alistar al bando armenio para combatir en el conflicto del Alto Karabaj de 2020. Posteriormente se supo que el futbolista no fue a la guerra y que todo fue un bulo.
Finalmente, en octubre firmó con el F. C. Tambov. Allí estuvo unos meses, marchándose en febrero de 2021 al F. C. Astana.

### Cádiz C. F.
El 27 de mayo de 2021 se hizo oficial su fichaje por el Cádiz C. F., entonces en la Primera División de España, convirtiéndose de este modo en la primera incorporación del conjunto gaditano para la temporada 2021-22. El 26 de septiembre, en el partido correspondiente a la jornada 7 ante el Rayo Vallecano, se convirtió en el primer armenio en marcar un gol en la liga española. Después de jugar 19 encuentros en un año, llegó a un acuerdo para rescindir su contrato.
El 12 de julio de 2022 inició una nueva etapa en Chipre tras firmar con el Anorthosis Famagusta. Esta terminó en marzo del año siguiente y volvió al F. C. Astana. Su segundo paso por este equipo terminó el siguiente mes de enero y en febrero fichó por el Qingdao West Coast.
El 24 de enero de 2025 se hizo oficial su vuelta al F. C. Pyunik Ereván. Allí completó la temporada y en julio fichó por el Kazincbarcikai S. C. húngaro.

## Selección nacional
Es internacional con la selección de fútbol de Armenia, con la que debutó el 10 de agosto de 2011, en un partido amistoso frente a la selección de fútbol de Lituania.

### Goles internacionales
| N.º | Fecha                   | Estadio                               | Rival      | Gol | Resultado | Competición                        |
| --- | ----------------------- | ------------------------------------- | ---------- | --- | --------- | ---------------------------------- |
| 1   | 11 de noviembre de 2016 | Hanrapetakan, Ereván, Armenia         | Montenegro | 2-2 | 3-2       | Clasificación para el Mundial 2018 |
| 2   | 13 de noviembre de 2017 | Hanrapetakan, Ereván, Armenia         | Chipre     | 2-0 | 3-2       | Amistoso                           |
| 3   | 31 de marzo de 2021     | Hanrapetakan, Ereván, Armenia         | Rumania    | 2-2 | 3-2       | Clasificación para el Mundial 2022 |
| 4   | 4 de junio de 2024      | Estadio Stožice, Liubliana, Eslovenia | Eslovenia  | 1-1 | 2-1       | Amistoso                           |

## Clubes
| Club                     | País       | Año       |
| ------------------------ | ---------- | --------- |
| Patani F. C.             | Armenia    | 2008      |
| F. C. Pyunik Ereván      | Armenia    | 2009-2016 |
| Padideh                  | Irán       | 2016-2017 |
| F. C. Ural Ekaterimburgo | Rusia      | 2017-2020 |
| F. C. Tambov             | Rusia      | 2020-2021 |
| F. C. Astana             | Kazajistán | 2021      |
| Cádiz C. F.              | España     | 2021-2022 |
| Anorthosis Famagusta     | Chipre     | 2022-2023 |
| F. C. Astana             | Kazajistán | 2023-2024 |
| Qingdao West Coast       | China      | 2024      |
| F. C. Pyunik Ereván      | Armenia    | 2025      |
| Kazincbarcikai S. C.     | Hungría    | 2025-     |

## Palmarés

### Títulos nacionales
| Título                  | Club                | País    | Año  |
| ----------------------- | ------------------- | ------- | ---- |
| Liga Premier de Armenia | F. C. Pyunik Ereván | Armenia | 2009 |
| Copa de Armenia         | F. C. Pyunik Ereván | Armenia | 2009 |
| Supercopa de Armenia    | F. C. Pyunik Ereván | Armenia | 2010 |
| Liga Premier de Armenia | F. C. Pyunik Ereván | Armenia | 2010 |
| Copa de Armenia         | F. C. Pyunik Ereván | Armenia | 2010 |
| Supercopa de Armenia    | F. C. Pyunik Ereván | Armenia | 2011 |
| Copa de Armenia         | F. C. Pyunik Ereván | Armenia | 2013 |
| Copa de Armenia         | F. C. Pyunik Ereván | Armenia | 2014 |
| Liga Premier de Armenia | F. C. Pyunik Ereván | Armenia | 2015 |
| Copa de Armenia         | F. C. Pyunik Ereván | Armenia | 2015 |
| Supercopa de Armenia    | F. C. Pyunik Ereván | Armenia | 2015 |